# Минеральные краски
Минера́льные кра́ски — разновидность красок, в которых в качестве пигментов используются должным образом измельчённые минералы.

## Применение
Краски минеральные (на основе неорганических вяжущих веществ) применяют для фасадных защитно-декоративных покрытий при нанесении на оштукатуренные фасады из керамического или силикатного кирпича, бетона, керамзитобетона, а также в случаях проведения реставрационных и ремонтных работ.
Минеральные краски в основном являются порошковыми и доводятся до нужной консистенции добавлением воды. Создание покрытий при помощи минеральных красок может производиться исключительно при плюсовой температуре воздуха.
Минеральные краски получают на основе минерального сырья, поэтому они являются экологически чистыми. В отличие от органических красок, которые изготовляют с добавлением смол и масел, минеральные краски имеют достаточную паропроницаемость, позволяющую предотвратить увлажнение (а значит разрушение) стен. Благодаря этому декоративное покрытие не деформируется, а длительность эксплуатации здания увеличивается. Минеральные краски часто являются морозостойкими, а введение в их состав функциональных добавок (синтетических смол) повышает технологические и строительно-технические качества: адгезия к основам, укрывистость, гидрофобность, пластичность, седиментационная стойкость.

## Виды минеральных красок
Минеральные краски делятся на следующие группы:
1. Известковые краски.
Связующим веществом известковых красок является гашёная известь (иногда в виде известкового молока). Для повышения водоудерживающей способности в процессе изготовления краски добавляют специальные добавки: хлорид кальция, кухонную соль, алюминиевые квасцы. Для получения известковых красок используют неорганические пигменты, а в гамме цветов преобладают светлые оттенки. Известковая краска недолговечна, но процесс карбонизации извести со временем улучшает эксплуатационные характеристики помещения. Известковая краска не наносится на цементные штукатурки. Известковая краска является дешёвым, доступным и широко используемым средством для окраски фасадов и проведения различных реставрационных работ.
2. Цементные краски.
В цементных красках связующим веществом является белый или цветной портландцемент, поэтому используют стойкие к щёлочам пигменты. Для увеличения водоудерживающей способности в цементную краску вводят до 15 % гашёной извести, а также хлорид кальция. Для повышения атмосферостойкости добавляют 1 % гидрофобизующих веществ (стеарат кальция). Цементные краски являются водостойкими, поэтому их используют для внешних малярных работ и внутренней окраске влажных производственных помещений по бетону, кирпичу, штукатурке. Цементные краски после нанесения на поверхность подвергают увлажнению на протяжении некоторого времени.
3. Силикатные краски.
Силикатные краски являются суспензией щёлочестойких пигментов и наполнителей (преимущественно в виде сепарированного мела и талька). В качестве силикатизаторов используют сухие цинковые белила или борат кальция. Также добавляют жидкое калийное стекло. В качестве щёлочестойкого пигмента используют охру, металлический сурик. В качестве активного кремнезёмистого наполнителя добавляют измельчённый кварцевый песок, диатомит или трепел.
В зависимости от силикатизатора силикатные краски делят на две марки:
Марка А включает в себя силикатные краски, содержащие в сухой пигментной части цинковые белила. Марка Б включает в себя силикатные краски, содержащие в своём составе борат кальция. Силикатные краски поставляют в двутарной упаковке — отдельно сухая часть и жидкое калийное стекло. Перед употреблением жидкое стекло и сухую часть смешивают в пропорции 2:1 по массе. Силикатные краски являются водорастворимыми, нетоксичными, позволяют получать паропроницаемые и относительно стойкие к действию воды и перепадов температуры покрытия. Также, силикатные краски отличаются низкой гидрофобностью. Силикатные краски применяют для декорирования фасада и внутренних помещений (при выполнении работ по камню, бетону, штукатурке) а также для защиты деревянных конструкций от огня. Силикатная краска нанесённая на основу, содержащую свободный гидроксид кальция (цементная или цементно-известковая штукатурка) повышает атмосферостойкость наружного покрытия.
4. Масляные краски.
Масляные краски — это суспензии пигментов в различных олифах с добавлением сиккатива, а в случае необходимости разнообразных добавок, препятствующих появлению осадка. Масляные краски изготовляют на заводах путём растирания олифы с пигментами в специальных машинах (краскотёрках). При растирании возникает однородная суспензия. Масляные краски не меняют объём в процессе твердения, характеризуются стойкостью и долговечностью. Масляные краски имеют преимущество, состоящее в их высокой укрываемости. Недостатком служит длительное высыхание. Масляные краски нередко используют в качестве грунтовок. Диапазон использования масляных красок необычайно широк. Масляные краски используют для защиты стальных конструкций от коррозии, для сохранения оконных рам и прочих деревянных элементов от увлажнения.

## Цвета минеральных красок

### Белыепигменты
Из белых красок наибольшее значение имеют:
- титановые белила;
- цинковые белила (оксид цинка);
- свинцовые белила;
- баритовые или постоянные белила (бланфикс — blanc fixe);
- висмутовые или испанские белила;
- литопон;

Другие белые краски, например, свинцовые белила Патинсона, сурьмяные белила, венские белила, имеют в практике сравнительно ограниченное применение.
Висмутовые, или испанские, белила (blanc de fard) представляют основную азотно-висмутовую соль. Эти белила употребляются в косметике.
Окись сурьмы, приготовляемая осаждением хлористой сурьмы содой или обжиганием сернистой сурьмы, была также предложена как суррогат белил, под названием сурьмяных белил.
Венские белила, иначе болонская известь, представляют хорошо отмученный мел. Это наиболее дешёвая и наиболее распространённая белая клеевая краска.
- Иногда используют известь, барит, каолин.

### Коричневыекраски
- марганцовая коричневая,
- кассельская коричневая умбра;
- Коричневая земля Ухоломская
- Колькотар (мумия).

### Красныекраски
Наиболее распространённые красные минеральные краски:
- Киноварь ртутная или вермильон, а также её суррогаты — сурмяная или хромовая киноварь (хромот) — употребляются в довольно значительных количествах в ситцепечатании;
- Сурик оранжево-красный или свинцовый — очень распространённая краска, и, подобно сурику железному, употребляется в очень значительных количествах в промышленности и быту;
- Охра бывает красная и жёлтая. Жёлтая охра — смесь гидрата окиси железа с глиной, а красная — смесь безводной окиси железа с глиной. Красная охра готовится большей частью обжиганием жёлтой охры, встречающейся в изобилии в природе, и употребляется как клеевая и масляная краска, а также и в ситцепечатании. В Скандинавии особую популярность получила фалунская красная;
- Реальгар (красный мышьяк, рубиновая сера) по составу представляет сернистый мышьяк, As2S3, и встречается в природе в виде кристаллической массы. Иногда его приготовляют искусственно, сплавляя серу с избытком мышьяка или мышьяковистой кислоты;
- Кёльнская умбра готовится из землистого бурого угля и представляет малораспространенную красно-бурую краску;
- Пинккулер или минеральный лак, представляющий тонко измельчённое стекло, окрашенное хромовооловянной солью в красный цвет;
- Железная киноварь;
- Сиенская земля — прокалённый оксид железа и марганца, гамма охр, красных тонов[2];
- Красный кадмий;
- Кадмопон;
- Ртуть-кадмиевые краски;
- Кошениль;
- Кермес;
- Марена;
- Бразильский лак.

### Жёлтыекраски
Из жёлтых минеральных красок наибольшее значение имеют:
- Крон (хромовая желть, хромгельб, желть парижская, лейпцигская, гамбургская, кронгельб) по составу представляет хромовосвинцовую соль. Одна из наиболее распространённых жёлтых красок.
- Охра жёлтая тоже представляет одну из весьма употребительных и дешёвых красок.
- Муссивное золото.
- Окись свинца PbО в аморфном виде представляет краску массикот, а в кристаллическом — глёт. Массикот получается прокаливанием углесвинцовой или азотносвинцовой соли, или же нагреванием свинца в пламенной печи. Если нагреть образовавшийся массикот до 950—980° C, то он плавится и по охлаждении застывает в кристаллическую массу — глёт — который затем измельчают и отсеивают. Глёт получается также как побочный продукт при выделении серебра из свинца трейбованием. Употребляется в больших количествах как глазурь и плавень при живописи по стеклу и фарфору, для приготовления олифы, сурика, уксусносвинцовой соли и различного рода замазок.
- кадмиевая желть.
- Аурипигмент, трёхсернистый мышьяк As2S3, хотя и встречается в природе, но как краска готовится искусственно возгонкой мышьяковистого ангидрида с серой. Очень ядовит.

Значительно меньшее практическое значение имеют:
- кассельская желть или желть Тёрнера
- кобальтовая желть
- неаполитанская желть
- сидериновая желть
- цинковая желть
- сиена

### Зелёныекраски
Зелёных красящих минеральных веществ довольно много; главнейшие из них следующие:
- Зелень Кассельмана.
- Брауншвейгская зелень — основная углемедная соль CuCO3Cu·(HO)2 и имеет тот же состав, что и малахит. Иногда она и приготовляется измельчением малахита, чаще, однако, при действии раствора соды на раствор медного купороса.
- Зелень Шееле — основная мышьяковисто-медная соль, также, как швейнфуртская зелень, двойная уксусно-медная и мышьяковисто-медная соль, отличается своей ядовитостью.
- Швейнфуртская зелень.
- Зелень Гинье или вер-гинье — одна из наиболее красивых зелёных красок.
- Ярь-медянка, по составу, основная уксусно-медная соль. Очень распространённая зелёная масляная краска.
- Зелёный ультрамарин представляет промежуточный продукт при приготовлении синего ультрамарина и, ввиду недостаточной яркости цвета как самостоятельная краска имеет очень небольшое значение.
- зелень Гентеля,
- кобальтовая зелень,
- зелень Динглера,
- зелень Казали.
- смешанные зелёные краски, как, например, зелёный крон и цинковая зелень.

Зелёный крон (зелёная киноварь, неаполитанская зелень, шенгрюн) представляет смесь жёлтого крона и синей берлинской лазури.
- волконскоитовая зелень
- малахитовая зелень
- глауконитовая зелень
- гарниеритовая зелень

### Синиекраски
Наиболее распространённые синие краски:
- Лазуритовая синяя;
- Вивианитовая синяя;
- Азурит (вердитер);
- Берлинская лазурь (парижская синяя, прусская синяя, антверпенская синяя);
- Ультрамарин (натуральный и искусственный);
- Смальта (королевская синь, кобальтовое стекло, шмальта) — калийное стекло, окрашенное в тёмно-синий цвет кобальто-калиевым силикатом. Употребляется для подсинивания бумаги, тканей, крахмала, а также для окрашивания стекла и фарфора;
- Кобальт синий (синяя Тенара, кобальтовый ультрамарин, лейденская синь). Значительно прочнее ультрамарина, так как почти не изменяется под влиянием щелочей и слабых кислот;
- Индиго;
- Церулеум;
- Фталоцианиновая синяя;
- Марганцевая голубая.

К числу недостатков тенаровой сини и шмальты следует отнести то, что эти краски при вечернем освещении кажутся грязно-фиолетовыми.
В меньших количествах употребляются различные синие медные краски, как, например, бременская синь и минеральная или горная синь, египетская синь, масляная синь или медное индиго и небесная синь. Лазурь или ультрамарин, также как и парижская синь или берлинская лазурь, расходуются в промышленности и повседневной жизни в значительных количествах.
Небесная синяя (Bleu celeste) очень красивого, светло-синего цвета, по составу представляет оловянно-кобальтовую соль CoSnO3·SnO2.
Бременская синь или бременская зелень (в зависимости от того, как она употребляется, на масле или на воде) состоит, главным образом, из гидрата окиси меди и приготовляется действием едкого натра на хлорокись меди. С клеем или водой она светло-синего цвета, с маслом же скоро приобретает зелёный цвет, вследствие образования зелёного медного мыла.
Горная или минеральная синь (азурит, медная лазурь) приготовляется измельчением азурита, медной кристаллической руды, встречающейся на Урале, Алтае, в Шесси около Лиона и по составу представляющей основную углемедную соль, 2CuCO3·Cu(OH)2.
Египетский синий, издавна известная синяя краска для живописи, представляет измельчённое медное стекло. Для её приготовления сплавляют песок с мелом, содой и окисью меди. Другие названия: синяя фрита, александрийская фрита, помпейская синяя.
Масляная синь (медное индиго, Bleu Horace Vernet), по составу — сернистая медь, CuS. Приготовляется сплавлением измельчённой металлической меди с сернистыми щелочами и выщелачиванием сплавленной массы. Оставшиеся нерастворёнными в воде мелкие кристаллы сернистой меди высушиваются и измельчаются.
Известковая или нейвидерская синь приготовляется осаждением смеси растворов медного купороса и нашатыря известковым молоком. Состоит из смеси гидрата окиси меди и гипса, 5CaSO4·2H2O+3Cu(ОH)2.

### Чёрныеисерыекраски
В состав многих чёрных красок входит более или менее чистый углерод (уголь, сажа). Главнейшая из них — сажа, приготовляемая или из смолы, дёгтя, нефтяных масел или же из газа (Сажа газовая).
Лучшие сорта приготовляются сожжением парафиновых масел в особых лампах, причём получается так называемая ламповая сажа. Измельчённые древесный и костяной уголь (жжёная слоновая кость, франкфуртская чернь) тоже употребляются как чёрные краски.
- серые: железная слюдка;
- чёрные: природная сажа, пиролюзитовая чёрная сажа.